# Andy Fickman
Andrew John Fickman, detto Andy (Midland, 25 dicembre 1970), è un regista, sceneggiatore e produttore cinematografico statunitense.
Debutta come regista nel 2002 con la commedia American Party - Due gambe da sballo, successivamente dirige altre commedie come She's the Man e Parental Guidance. 
Dirige per Disney nel 2007 la commedia Cambio di gioco e nel 2009 il film di fantascienza Corsa a Witch Mountain.

## Biografia
Andy Fickman nasce a Midland il 25 dicembre 1970 e viene cresciuto seguendo i principi dell'ebraismo conservatore. 
Nel 1974 si trasferisce con la famiglia nella città di Houston dove frequenta la Margaret Long Wisdom High School. Si laurea alla Texas Tech University dov’è membro della confraternita Sigma Phi Epsilon.

## Vita privata
L'8 ottobre 2016 sposa Kristen Elizabeth Gura nella città di Rochester in Minnesota.

## Filmografia parziale

### Cinema
- American Party - Due gambe da sballo (2002)
- She's the Man (2006)
- Cambio di gioco (The Game Plan) (2007)
- Corsa a Witch Mountain (Race to Witch Mountain) (2009)
- Ancora tu! (You Again) (2010)
- Parental Guidance (2012)
- Il superpoliziotto del supermercato 2 (Paul Blart: Mall Cop 2) (2015)
- Non si scherza col fuoco (Playing with Fire) (2019)
- One True Loves (2023)

### Televisione
- Liv e Maddie (Liv and Maddie) – serie TV, 32 episodi (2013-2017)
- Austin & Ally – serie TV, episodio 4x15 (2015)
- Kevin Can Wait – serie TV, 48 episodi (2016-2018)
- The Odd Couple – serie TV, episodio 2x11 (2016)
- Recovery Road – serie TV, episodio 1x08 (2016)
- Ci mancava solo Nick (No Good Nick) – serie TV, 4 episodi (2019)
- The Crew – serie TV, 10 episodi (2021)
- I Maghi di Waverly - Ritorno a Waverly Place (Wizards Beyond Waverly Place) – serie TV, 4 episodi (2024)